# Reagens
Reagens je supstanca ili jedinjenje koje se dodaje to sistem da bi se izazvala hemijska reakcija." Termini reaktant i reagens se često koriste kao sinonimi. Rastvarači i katalizatori učestvuju u reakciji, ali se ne nazivaju reaktantima.
U organskoj hemiji, reagensi su jedinjenja ili smese, koje se obično sastoje od neorganskih ili malih organskih molekula, koja se koriste za transformisanje organskih supstrata. Primeri organskih reagenasa su Kolinsov reagens, Fentonov reagens, i Grignardov reagens. Takođe postoje analitički reagensi koji se koriste za potvrđivanje prisustva druge supstance. Primeri takvih reagenasa su Felingov reagens, Milonov reagens i Tolensov reagens.